# Transports en commun d'Annonay
Pour les articles homonymes, voir Babus.
CoqueliGO, anciennement Babus est le nom du réseau de transports en commun de l'agglomération d'Annonay (Ardèche). Il dessert l'intégralité des communes d'Annonay Rhône Agglo qui en est l'autorité organisatrice de la mobilité et est exploité par la Régie des transports Annonay Rhône Agglo.

## Histoire

Logo Babus utilisé dans les années 2010.

Le premier réseau de transport annonéen voit le jour en 1954, avec trois lignes exploitées par la société de transport Elie Joffres.
En 1986 l'exploitation confiée à la SAT et un renouvellement important du parc de véhicules est effectuée.
En 1991 le réseau est restructuré autour de sept lignes régulières. L'exploitation est assurée par la Société des transports d'Annonay, Davézieux et extensions (STADE) nouvellement crée et alors affiliée au groupe Verney.
En 1998, création du Syndicat intercommunal à vocation unique (SIVU) regroupant les communes d'Annonay et de Davézieux qui devient l'autorité organisatrice du réseau.
En 2011, le réseau est complètement restructuré. Le réseau compte alors 6 lignes régulières désormais indicées par des chiffres au lieu de lettres plus une navette gratuite, adoption du principe des horaires cadencés avec 2 lignes à forte fréquence (1 et 2) et adoption d'une nouvelle image (nouveau logo, nouvelle signalétique, rénovation du site internet et nouvelles fiches horaires).
En 2013, la communauté de communes du Bassin d'Annonay devenant la communauté d'agglomération du Bassin d'Annonay, dotée de facto de la compétence obligatoire en matière de transport en commun, le SIVU est dissout.
En 2016, le réseau est modifié avec la création de nouvelles lignes et une extension à l'ensemble du territoire de la communauté d'agglomération, qui sera remplacée en 2017 par Annonay Rhône Agglo, au périmètre plus large mais que le réseau ne dessert pas encore totalement.
Le 13 juin 2022, le conseil communautaire d'Annonay Rhône Agglo vote le passage en régie à simple autonomie financière, liée à l'intercommunalité par un contrat d'Obligation de service public, du réseau urbain au 1er septembre 2022 sous la marque CoqueliGO.
La nouvelle régie succède à  Transdev Annonay (ex-STADE, acronyme de Société des transports d'Annonay, Davézieux et extensions), filiale de Transdev.

## Les lignes
Le réseau est composé de 9 lignes régulières (dont une navette dédiée à la desserte du centre-ville d'Annonay) assurant les dessertes urbaines et périurbaines des plus importants secteurs de l'agglomération.
Ce réseau ne sera pas modifié le 1er septembre 2022 et durant la première année d'exploitation en régie.

### Lignes essentielles
| Ligne | Caractéristiques | Caractéristiques                                                             | Caractéristiques                                                             | Caractéristiques                                                             | Caractéristiques                                                             | Caractéristiques                                                             | Caractéristiques                                                             | Caractéristiques                                                             | Caractéristiques                                                             |
| 1     | Annonay - Varagnes ⥋ Davézieux - Chantebise | Annonay - Varagnes ⥋ Davézieux - Chantebise                                  | Annonay - Varagnes ⥋ Davézieux - Chantebise                                  | Annonay - Varagnes ⥋ Davézieux - Chantebise                                  | Annonay - Varagnes ⥋ Davézieux - Chantebise                                  | Annonay - Varagnes ⥋ Davézieux - Chantebise                                  | Annonay - Varagnes ⥋ Davézieux - Chantebise                                  | Annonay - Varagnes ⥋ Davézieux - Chantebise                                  | Annonay - Varagnes ⥋ Davézieux - Chantebise                                  |
| ----- | --- | ---------------------------------------------------------------------------- | ---------------------------------------------------------------------------- | ---------------------------------------------------------------------------- | ---------------------------------------------------------------------------- | ---------------------------------------------------------------------------- | ---------------------------------------------------------------------------- | ---------------------------------------------------------------------------- | ---------------------------------------------------------------------------- |
| 1     | Ouverture / Fermeture 1er septembre 2016 / — | Longueur —                                                                   | Durée 30 min                                                                 | Nb. d’arrêts 32                                                              | Matériel —                                                                   | Jours de fonctionnement L, Ma, Me, J, V, S                                   | Jour / Soir / Nuit / Fêtes O / N / N / N                                     | Voy. / an —                                                                  | Exploitant Régie                                                             |
| 1     | Desserte : Annonay, Davézieux |                                                                              |                                                                              |                                                                              |                                                                              |                                                                              |                                                                              |                                                                              |                                                                              |
| 1     | Autre : - Du lundi au vendredi en période scolaire : la ligne fonctionne de 6 h 25 à 19 h avec un bus toutes les 30 minutes environ en journée. - Du lundi au vendredi pendant les vacances hors été : la ligne fonctionne de 6 h 25 à 18 h 30 avec un bus toutes les 30 minutes environ en journée. - Du lundi au vendredi pendant l'été : la ligne fonctionne de 7 h à 18 h 30 avec un bus toutes les heures en journée. - Le samedi toute l'année : 8 aller-retours de 7 h 35 à 17 h 30. - Particularités : En période scolaire, certains trajets sont supprimés ou sont assurés uniquement le mercredi. La desserte du Collège les Perrières n'est assurée qu'à certains trajets en période scolaire. La desserte de la nouvelle piscine de Vaure à l'arrêt Aquavaure n'est assurée qu'à certains trajets, quelle que soit la période. - Historique : La ligne 1 dessert la nouvelle piscine de Vaure depuis son ouverture pendant l'été 2019. Jusqu'au 1er septembre 2021 , le terminus de la ligne 1 à Davézieux se faisait à l'arrêt Croix de Justice avant d'être déplacé à l'arrêt Chantebise dans la boucle terminale est de la ligne. Date de dernière mise à jour : 1er septembre 2022. |                                                                              |                                                                              |                                                                              |                                                                              |                                                                              |                                                                              |                                                                              |                                                                              |
| 1     | Dernière actualisation : — |                                                                              |                                                                              |                                                                              |                                                                              |                                                                              |                                                                              |                                                                              |                                                                              |
| 2     | Annonay - Lapras / Mirecouly / Grand Mûrier / Gola ⥋ Annonay - Gare Routière | Annonay - Lapras / Mirecouly / Grand Mûrier / Gola ⥋ Annonay - Gare Routière | Annonay - Lapras / Mirecouly / Grand Mûrier / Gola ⥋ Annonay - Gare Routière | Annonay - Lapras / Mirecouly / Grand Mûrier / Gola ⥋ Annonay - Gare Routière | Annonay - Lapras / Mirecouly / Grand Mûrier / Gola ⥋ Annonay - Gare Routière | Annonay - Lapras / Mirecouly / Grand Mûrier / Gola ⥋ Annonay - Gare Routière | Annonay - Lapras / Mirecouly / Grand Mûrier / Gola ⥋ Annonay - Gare Routière | Annonay - Lapras / Mirecouly / Grand Mûrier / Gola ⥋ Annonay - Gare Routière | Annonay - Lapras / Mirecouly / Grand Mûrier / Gola ⥋ Annonay - Gare Routière |
| 2     | Ouverture / Fermeture 1er septembre 2016 / — | Longueur —                                                                   | Durée 16 min                                                                 | Nb. d’arrêts 20                                                              | Matériel —                                                                   | Jours de fonctionnement L, Ma, Me, J, V, S                                   | Jour / Soir / Nuit / Fêtes O / N / N / N                                     | Voy. / an —                                                                  | Exploitant Régie                                                             |
| 2     | Desserte : Annonay |                                                                              |                                                                              |                                                                              |                                                                              |                                                                              |                                                                              |                                                                              |                                                                              |
| 2     | Autre : - Du lundi au vendredi en période scolaire : la ligne fonctionne de 7 h 05 à 19 h 04 avec un bus toutes les 30 minutes environ en journée. - Du lundi au vendredi pendant les vacances hors été : la ligne fonctionne de 7 h 13 à 18 h 30 avec un bus toutes les 30 minutes en journée. - Du lundi au vendredi pendant l'été : la ligne fonctionne de 7 h 13 à 18 h 30 avec un bus toutes les heures en moyenne en journée. - Le samedi toute l'année : la ligne fonctionne de 8 h 13 à 18 h 23 avec 9 trajets au départ de la Gare Routière et 10 trajets au départ de Lapras / Mirecouly. - Particularités : En période scolaire, certains trajets sont supprimés ou assuré uniquement le mercredi. Les arrêts Maison de retraite le Grand Cèdre, Saint Prix Barou, Champ de Mars et Collège les Perrières ne sont pas desservis à tous les trajets. Certains trajets effectuent leur départ ou leur terminus partiel à Grand Mûrier, Mirecouly ou Lapras selon la période. Date de dernière mise à jour : 1er septembre 2022. |                                                                              |                                                                              |                                                                              |                                                                              |                                                                              |                                                                              |                                                                              |                                                                              |
| 2     | Dernière actualisation : — |                                                                              |                                                                              |                                                                              |                                                                              |                                                                              |                                                                              |                                                                              |                                                                              |
| NCV   | Navette Centre-Ville | Navette Centre-Ville                                                         | Navette Centre-Ville                                                         | Navette Centre-Ville                                                         | Navette Centre-Ville                                                         | Navette Centre-Ville                                                         | Navette Centre-Ville                                                         | Navette Centre-Ville                                                         | Navette Centre-Ville                                                         |
| NCV   | Annonay - Hôpital ⥋ Annonay - Gare Routière |                                                                              |                                                                              |                                                                              |                                                                              |                                                                              |                                                                              |                                                                              |                                                                              |
| NCV   | Ouverture / Fermeture 1er septembre 2016 / — | Longueur —                                                                   | Durée 14 min                                                                 | Nb. d’arrêts 11                                                              | Matériel Minibus                                                             | Jours de fonctionnement L, Ma, Me, J, V, S                                   | Jour / Soir / Nuit / Fêtes O / N / N / N                                     | Voy. / an —                                                                  | Exploitant Régie                                                             |
| NCV   | Desserte : Annonay |                                                                              |                                                                              |                                                                              |                                                                              |                                                                              |                                                                              |                                                                              |                                                                              |
| NCV   | Autre : - Du lundi au vendredi toute l'année : la ligne fonctionne de 9 h à 17 h 45 avec un bus toutes les 15 minutes en journée. - Le samedi toute l'année : la ligne fonctionne de uniquement le matin de 9 h à 11 h 15 avec un bus toutes les 15 minutes. - Particularité : le parcours est effectué en boucle à sens unique au départ de la Gare Routière et via l' Hôpital. Date de dernière mise à jour : 1er septembre 2022. |                                                                              |                                                                              |                                                                              |                                                                              |                                                                              |                                                                              |                                                                              |                                                                              |
| NCV   | Dernière actualisation : — |                                                                              |                                                                              |                                                                              |                                                                              |                                                                              |                                                                              |                                                                              |                                                                              |

### Lignes principales
| Ligne | Caractéristiques | Caractéristiques                                                                      | Caractéristiques                                                                      | Caractéristiques                                                                      | Caractéristiques                                                                      | Caractéristiques                                                                      | Caractéristiques                                                                      | Caractéristiques                                                                      | Caractéristiques                                                                      |
| 3     | Saint-Clair - Monument / Boulieu-lès-Annonay - Place des écoles ⥋ Roiffieux - Village | Saint-Clair - Monument / Boulieu-lès-Annonay - Place des écoles ⥋ Roiffieux - Village | Saint-Clair - Monument / Boulieu-lès-Annonay - Place des écoles ⥋ Roiffieux - Village | Saint-Clair - Monument / Boulieu-lès-Annonay - Place des écoles ⥋ Roiffieux - Village | Saint-Clair - Monument / Boulieu-lès-Annonay - Place des écoles ⥋ Roiffieux - Village | Saint-Clair - Monument / Boulieu-lès-Annonay - Place des écoles ⥋ Roiffieux - Village | Saint-Clair - Monument / Boulieu-lès-Annonay - Place des écoles ⥋ Roiffieux - Village | Saint-Clair - Monument / Boulieu-lès-Annonay - Place des écoles ⥋ Roiffieux - Village | Saint-Clair - Monument / Boulieu-lès-Annonay - Place des écoles ⥋ Roiffieux - Village |
| ----- | --- | ------------------------------------------------------------------------------------- | ------------------------------------------------------------------------------------- | ------------------------------------------------------------------------------------- | ------------------------------------------------------------------------------------- | ------------------------------------------------------------------------------------- | ------------------------------------------------------------------------------------- | ------------------------------------------------------------------------------------- | ------------------------------------------------------------------------------------- |
| 3     | Ouverture / Fermeture 1er septembre 2016 / — | Longueur —                                                                            | Durée 30 min                                                                          | Nb. d’arrêts 23                                                                       | Matériel —                                                                            | Jours de fonctionnement L, Ma, Me, J, V, S                                            | Jour / Soir / Nuit / Fêtes O / N / N / N                                              | Voy. / an —                                                                           | Exploitant Régie                                                                      |
| 3     | Desserte : Saint Clair, Boulieu-lès-Annonay, Annonay, Roiffieux. |                                                                                       |                                                                                       |                                                                                       |                                                                                       |                                                                                       |                                                                                       |                                                                                       |                                                                                       |
| 3     | Autre : - Du lundi au vendredi en période scolaire : la ligne fonctionne de 7 h 20 à 18 h 15 avec un bus toutes les heures en moyenne en journée. - Du lundi au vendredi pendant les vacances hors été : 9 aller-retours de 7 h 05 à 17 h 35. - Du lundi au vendredi pendant l'été : 8 aller-retours de 8 h 05 à 17 h 35. - Le samedi toute l'année : 5 aller-retours de 8 h 05 à 17 h 35. - Particularités : En période scolaire, certains trajets sont assurés par les services scolaires 2, 3 et AN4. La desserte des arrêts Les 6 chemins, Zodiaque, Collège les Perrières et Iveco n'est pas assurée à tous les trajets. En période scolaire, les premiers trajets réguliers effectuent leur départ ou leur terminus partiel à la Gare Routière En période scolaire, le premier trajet régulier en direction de la Gare Routière effectue son départ à Monument à Saint Clair. Note : L'équivalent de cette ligne en scolaire s'appelle 3S. Date de dernière mise à jour : 13 janvier 2024. |                                                                                       |                                                                                       |                                                                                       |                                                                                       |                                                                                       |                                                                                       |                                                                                       |                                                                                       |
| 3     | Dernière actualisation : — |                                                                                       |                                                                                       |                                                                                       |                                                                                       |                                                                                       |                                                                                       |                                                                                       |                                                                                       |
| 4     | Annonay - Parc Riboulon ⥋ Annonay - Gare Routière | Annonay - Parc Riboulon ⥋ Annonay - Gare Routière                                     | Annonay - Parc Riboulon ⥋ Annonay - Gare Routière                                     | Annonay - Parc Riboulon ⥋ Annonay - Gare Routière                                     | Annonay - Parc Riboulon ⥋ Annonay - Gare Routière                                     | Annonay - Parc Riboulon ⥋ Annonay - Gare Routière                                     | Annonay - Parc Riboulon ⥋ Annonay - Gare Routière                                     | Annonay - Parc Riboulon ⥋ Annonay - Gare Routière                                     | Annonay - Parc Riboulon ⥋ Annonay - Gare Routière                                     |
| 4     | Ouverture / Fermeture 1er septembre 2016 / — | Longueur —                                                                            | Durée 15 min                                                                          | Nb. d’arrêts 16                                                                       | Matériel —                                                                            | Jours de fonctionnement L, Ma, Me, J, V                                               | Jour / Soir / Nuit / Fêtes O / N / N / N                                              | Voy. / an —                                                                           | Exploitant Régie                                                                      |
| 4     | Desserte : Annonay |                                                                                       |                                                                                       |                                                                                       |                                                                                       |                                                                                       |                                                                                       |                                                                                       |                                                                                       |
| 4     | Autre : - Du lundi au vendredi (toutes périodes) : 3 aller-retours de 9 h 20 à 16 h 25. - Historique : Jusqu'en septembre 2019, la ligne ne proposait qu'un trajet aller en période scolaire au départ de Bernaudin le Haut à 7 h 05 et le trajet retour pouvait s'effectuer via les lignes 3 et 6. Date de dernière mise à jour : 1er septembre 2022. |                                                                                       |                                                                                       |                                                                                       |                                                                                       |                                                                                       |                                                                                       |                                                                                       |                                                                                       |
| 4     | Dernière actualisation : — |                                                                                       |                                                                                       |                                                                                       |                                                                                       |                                                                                       |                                                                                       |                                                                                       |                                                                                       |

### Lignes complémentaires
| Ligne | Caractéristiques | Caractéristiques                                    | Caractéristiques                                    | Caractéristiques                                    | Caractéristiques                                    | Caractéristiques                                    | Caractéristiques                                    | Caractéristiques                                    | Caractéristiques                                    |
| 5     | Saint Cyr - Le Rond ⥋ Annonay - Gare Routière | Saint Cyr - Le Rond ⥋ Annonay - Gare Routière       | Saint Cyr - Le Rond ⥋ Annonay - Gare Routière       | Saint Cyr - Le Rond ⥋ Annonay - Gare Routière       | Saint Cyr - Le Rond ⥋ Annonay - Gare Routière       | Saint Cyr - Le Rond ⥋ Annonay - Gare Routière       | Saint Cyr - Le Rond ⥋ Annonay - Gare Routière       | Saint Cyr - Le Rond ⥋ Annonay - Gare Routière       | Saint Cyr - Le Rond ⥋ Annonay - Gare Routière       |
| ----- | --- | --------------------------------------------------- | --------------------------------------------------- | --------------------------------------------------- | --------------------------------------------------- | --------------------------------------------------- | --------------------------------------------------- | --------------------------------------------------- | --------------------------------------------------- |
| 5     | Ouverture / Fermeture 1er septembre 2016 / — | Longueur —                                          | Durée 25 à 31 min                                   | Nb. d’arrêts 27                                     | Matériel Autocars                                   | Jours de fonctionnement L, Ma, Me, J, V             | Jour / Soir / Nuit / Fêtes O / N / N / N            | Voy. / an —                                         | Exploitant Régie                                    |
| 5     | Desserte : Annonay, Davézieux, Saint Cyr |                                                     |                                                     |                                                     |                                                     |                                                     |                                                     |                                                     |                                                     |
| 5     | Autre : - Du lundi au vendredi en période scolaire : 4 aller-retours de 7 h 19 à 18 h 05. - Du lundi au vendredi en période de vacances scolaires : 1 aller-retour de 8 h 17 à 16 h 50. - Particularités : Certains trajets au départ de Saint Cyr - Le Rond sont assurés par les services scolaires et seuls certains arrêts sont desservis. Le trajet au départ de la Gare Routière à 18 h 05 ne dessert pas les arrêts Clair Logis, Boulodrome et Deschaux le mercredi. - Historique : Depuis 2020, un service est mis en place pendant les vacances scolaires. Depuis le 4 novembre 2024, la ligne est exploitée en autocars scolaires. Date de dernière mise à jour : 6 mai 2025. |                                                     |                                                     |                                                     |                                                     |                                                     |                                                     |                                                     |                                                     |
| 5     | Dernière actualisation : — |                                                     |                                                     |                                                     |                                                     |                                                     |                                                     |                                                     |                                                     |
| 6     | Annonay - Pont Arnaud ⥋ Annonay - Gare Routière | Annonay - Pont Arnaud ⥋ Annonay - Gare Routière     | Annonay - Pont Arnaud ⥋ Annonay - Gare Routière     | Annonay - Pont Arnaud ⥋ Annonay - Gare Routière     | Annonay - Pont Arnaud ⥋ Annonay - Gare Routière     | Annonay - Pont Arnaud ⥋ Annonay - Gare Routière     | Annonay - Pont Arnaud ⥋ Annonay - Gare Routière     | Annonay - Pont Arnaud ⥋ Annonay - Gare Routière     | Annonay - Pont Arnaud ⥋ Annonay - Gare Routière     |
| 6     | Ouverture / Fermeture 1er septembre 2016 / — | Longueur —                                          | Durée 23 à 44 min                                   | Nb. d’arrêts 26                                     | Matériel —                                          | Jours de fonctionnement L, Ma, Me, J, V             | Jour / Soir / Nuit / Fêtes O / N / N / N            | Voy. / an —                                         | Exploitant Régie                                    |
| 6     | Desserte : Annonay, Davézieux |                                                     |                                                     |                                                     |                                                     |                                                     |                                                     |                                                     |                                                     |
| 6     | Autre : - Les lundi, mardi, jeudi et vendredi en période scolaire : 2 aller-retours de 7 h 28 à 17 h 10. - Le mercredi en période scolaire : 1 aller-retour de 7 h 28 à 12 h 05. - Particularité : Le trajet de 17 h 10 au départ de la Gare Routière effectue son terminus partiel à Côte Barlet et est prolongé par la Ligne 3 en direction de "Roiffieux Village". - Historique : Jusqu'au 1er septembre 2021, le terminus de la ligne s'effectuait à Parc Riboulon avant d'être prolongé à cette même date jusqu'à Pont Arnaud. Date de dernière mise à jour : 1er septembre 2022.                                                                                                 |                                                     |                                                     |                                                     |                                                     |                                                     |                                                     |                                                     |                                                     |
| 6     | Dernière actualisation : — |                                                     |                                                     |                                                     |                                                     |                                                     |                                                     |                                                     |                                                     |
| 7     | Annonay - Toissieu Eglise ⥋ Annonay - Gare Routière | Annonay - Toissieu Eglise ⥋ Annonay - Gare Routière | Annonay - Toissieu Eglise ⥋ Annonay - Gare Routière | Annonay - Toissieu Eglise ⥋ Annonay - Gare Routière | Annonay - Toissieu Eglise ⥋ Annonay - Gare Routière | Annonay - Toissieu Eglise ⥋ Annonay - Gare Routière | Annonay - Toissieu Eglise ⥋ Annonay - Gare Routière | Annonay - Toissieu Eglise ⥋ Annonay - Gare Routière | Annonay - Toissieu Eglise ⥋ Annonay - Gare Routière |
| 7     | Ouverture / Fermeture 1er septembre 2016 / — | Longueur —                                          | Durée 15 min                                        | Nb. d’arrêts 6                                      | Matériel —                                          | Jours de fonctionnement L, Ma, Me, J, V             | Jour / Soir / Nuit / Fêtes O / N / N / N            | Voy. / an —                                         | Exploitant Régie                                    |
| 7     | Desserte : Annonay, Villevocance |                                                     |                                                     |                                                     |                                                     |                                                     |                                                     |                                                     |                                                     |
| 7     | Autre : - Les lundi, mardi, jeudi et vendredi en période scolaire : 3 trajets au départ de Tossieu Eglise et 2 trajets au départ de la Gare Routière de 7 h 15 à 18 h 20. - Le mercredi en période scolaire : 2 trajets au départ de Tossieu Eglise et 1 trajet au départ de la Gare Routière de 7 h 15 à 12 h 20. Date de dernière mise à jour : 1er septembre 2022. |                                                     |                                                     |                                                     |                                                     |                                                     |                                                     |                                                     |                                                     |
| 7     | Dernière actualisation : — |                                                     |                                                     |                                                     |                                                     |                                                     |                                                     |                                                     |                                                     |
| 8     | Annonay - Châtinais ⥋ Annonay - Gare Routière | Annonay - Châtinais ⥋ Annonay - Gare Routière       | Annonay - Châtinais ⥋ Annonay - Gare Routière       | Annonay - Châtinais ⥋ Annonay - Gare Routière       | Annonay - Châtinais ⥋ Annonay - Gare Routière       | Annonay - Châtinais ⥋ Annonay - Gare Routière       | Annonay - Châtinais ⥋ Annonay - Gare Routière       | Annonay - Châtinais ⥋ Annonay - Gare Routière       | Annonay - Châtinais ⥋ Annonay - Gare Routière       |
| 8     | Ouverture / Fermeture 1er septembre 2016 / — | Longueur —                                          | Durée 14 min                                        | Nb. d’arrêts 13                                     | Matériel —                                          | Jours de fonctionnement L, Ma, Me, J, V             | Jour / Soir / Nuit / Fêtes O / N / N / N            | Voy. / an —                                         | Exploitant Régie                                    |
| 8     | Desserte : Annonay |                                                     |                                                     |                                                     |                                                     |                                                     |                                                     |                                                     |                                                     |
| 8     | Autre : - Du lundi au vendredi en période scolaire : 6 aller-retours de 7 h 10 à 18 h 10. - Particularité : La desserte des arrêts Les Perrières et Collège les Perrières n'est pas assurée à tous les trajets. Date de dernière mise à jour : 1er septembre 2022. |                                                     |                                                     |                                                     |                                                     |                                                     |                                                     |                                                     |                                                     |
| 8     | Dernière actualisation : — |                                                     |                                                     |                                                     |                                                     |                                                     |                                                     |                                                     |                                                     |

## Lignes de Transport à la demande
4 lignes de Transport à la demande assurent un complément de la desserte périurbaine et fonctionnent du lundi au samedi toute l'année.
| Ligne | Parcours                                       |
| ----- | ---------------------------------------------- |
| TAD 1 | Saint Julien Vocance ↔ Annonay - Gare Routière |
| TAD 2 | Le Monestier ↔ Annonay - Gare Routière         |
| TAD 3 | Savas ↔ Annonay - Gare Routière                |
| TAD 4 | Talencieux ↔ Annonay - Gare Routière           |

## Lignes Scolaires
9 lignes scolaires assurent le bon transport des élèves vers les établissements scolaires d'Annonay et fonctionnent du lundi au vendredi en période scolaire.
| Ligne | Parcours                                                           |
| ----- | ------------------------------------------------------------------ |
| 3S    | Roiffieux / Annonay                                                |
| A     | Saint-Julien / Annonay                                             |
| B     | Ardoix / Quintenas / Fely / Annonay                                |
| C     | Talencieux / Annonay                                               |
| D     | Serrieres / Annonay                                                |
| E     | Saint-Desirat / Annonay                                            |
| F     | Saint-Pierre-de-Boeuf / Annonay                                    |
| G     | Vinzieux / Annonay                                                 |
| H     | Saint-Marcel / Savas / Saint-Clair / Boulieu-lès-Annonay / Annonay |

## Tarification

### Titres unitaires et titres à décompte
Les tickets sont valables 45 minutes à compter de la première validation et autorisent une correspondance.
| Titre                                  | Description                                                                             |
| -------------------------------------- | --------------------------------------------------------------------------------------- |
| Billet unitaire (1€30)                 | Destiné à tous les utilisateurs ; en vente auprès du conducteur.                        |
| 10 trajets sur carte (10€)             | Destiné à tous les utilisateurs possédant une carte.                                    |
| 10 trajets sur carte (5€) Tarif réduit | Tarif réduit pour les familles dont le quotient familial est inférieur ou égal à 600 €. |
| Tarif groupe (5€)                      | Pour les groupes de plus de 10 personnes.                                               |

### Les abonnements
L'abonnement mensuel est valable du premier au dernier jour du mois, l'abonnement annuel l'est du 1er septembre au 31 août de l'année suivante et permettent la libre circulation sur le réseau. Attention, les titres scolaires et primaires ne permettent pas d'utiliser les TAD.
| Titre                         | Description                                                                                          |
| ----------------------------- | --- |
| Mensuel (25€)                 | Destiné à tous les utilisateurs. (Non valable réseau scolaire)                                       |
| Mensuel Réduit 1 (12,50€)     | Tarif réduit pour les familles dont le quotient familial est inférieur ou égal à 600 €.              |
| Mensuel Réduit 2 (10€)        | Tarif réduit pour les familles dont le quotient familial est inférieur ou égal à 400 €.              |
| Annuel SCOLAIRE (110€)        | Pour les scolaires et les étudiants.                                                                 |
| Majoré Annuel SCOLAIRE (140€) | Pour les scolaires et les étudiants. (Inscription majoré de 30€ pour s'inscrire après le 20 Juillet) |
| Annuel PRIMAIRE (100€)        | Pour les primaires.                                                                                  |
| Majoré Annuel PRIMAIRE (130€) | Pour les primaires. (Inscription majoré de 30€ pour s'inscrire après le 20 Juillet)                  |

## Parc de véhicules
Le parc est entièrement renouvelé lors du passage en régie, Transdev étant propriétaire de l'ancien parc, au profit de neuf Iveco Bus Urbanway 12 fonctionnant au BioGNV et deux Iveco Daily Acess et un nouveau dépôt est en construction à Davézieux.
Le réseau Babus possédait à la fin une flotte de onze véhicules appartenant à Transdev Rhône-Alpes Interurbain, composée de :
- Deux minibus :
  - Un minibus Durisotti Novibus, sur châssis Renault Master III no 7701 ;
  - Un minibus Dietrich Noventis 420 sur châssis Renault Master II no 7623.
- Trois midibus Heuliez GX 127 nos 7661 à 7663.
- Six autobus standards :
  - 1 Irisbus Agora Line nos 7692 ;
  - 1 Irisbus Citelis 12 no 7693 ;
  - 4 Iveco Bus Urbanway 12 nos 7700, 7719, 7747 et 7769.

À cela s'ajoutaient les minibus effectuant le transport à la demande ainsi que les autocars scolaires appartenant aux différents exploitants locaux (Les courriers rhodaniens, Chabannes ...). Les numéros de parc sont attribués par Transdev. L'ensemble des Agora, Citelis et Urbanway sont fabriqués localement, dans l'usine Iveco Bus d'Annonay.
Parmi les anciens véhicules du réseau, aujourd'hui retirés du service, on peut citer :
- 1 Dietrich Maxirider, sur châssis Renault Master II no 7485 ;
- 5 Renault R312 nos 4457, 5278, 7139 et deux inconnus ;
- 4 Irisbus Agora Line nos 7152, 7393, 7580 et 7613 ;
- 4 Irisbus Agora S nos 7537, 7546, 7562 et 7563.